# Połupanówka
Połupanówka – wieś na Ukrainie w rejonie tarnopolskim należącym do obwodu tarnopolskiego.
W czasach II Rzeczpospolitej w składzie gminy Skałat Stary, powiat skałacki, województwo tarnopolskie. 
W 1931 r. wieś liczyła ok. 1400 mieszkańców, z czego 80% to Polacy, 18% Ukraińcy i 2% Żydzi. W latach 1943–1945 z rąk nacjonalistów ukraińskich z OUN zginęło 11 Polaków. W wiosce istniała polska samoobrona, która 2 stycznia 1944 r. odparła bez strat własnych napad UPA. 
W Połupanówce znajduje się kościół pw. św. Józefa, zbudowany w 1894 r., rozbudowany w 1991 r., ustanowiony sanktuarium Matki Bożej Szkaplerznej w 2004 r. Posiada on relikwie bł. Matki Elżbiety Czackiej, które wniesiono w 2022 r. Obok znajduje się cerkiew greckokatolicka.  
Do 2020 w rejonie podwołoczyskim.  